# Protichneumon polytropus
Protichneumon polytropus är en stekelart som beskrevs av Heinrich 1961. Protichneumon polytropus ingår i släktet Protichneumon och familjen brokparasitsteklar. Inga underarter finns listade i Catalogue of Life.